# Volcán Puquintica
El Volcán Puquintica, también conocido como Poquentica o Pukintika (nombre de origen indígena) es un volcán ubicado en la Cordillera de los Andes, con una altitud de 5850 m s. n. m. Forma parte de un complejo volcánico más amplio que incluye al Volcán Arintica y al Cerro Calajalata.
La cima del Puquintica está situada en la frontera entre Chile y Bolivia, de acuerdo con el Tratado de 1904, y constituye el hito fronterizo número 77 entre ambos países.
En los volcanes Arintica y Puquintica se encuentran diversos cuerpos de hielo, como glaciares rocosos, glaciares de montaña y glaciaretes. Además, en la cumbre del Puquintica existe un lago de cráter.
El Volcán Puquintica, al igual que el Arintica, es considerado un cerro sagrado por los pueblos indígenas de la región.

## Toponimia
El origen del topónimo "Puquintica" no provendría del idioma aimara ni del quechua, sino de idiomas extinguidas tempranamente, probablemente del idioma puquina".

## Geografía

### Características
El Salar de Surire se encuentra en la Cordillera Occidental de los Andes, que actúa como frontera natural entre Bolivia y Chile. Esta cordillera se extiende desde el norte, comenzando con la montaña Juqhuri, hasta al sur, donde finaliza en el volcán Licancabur.

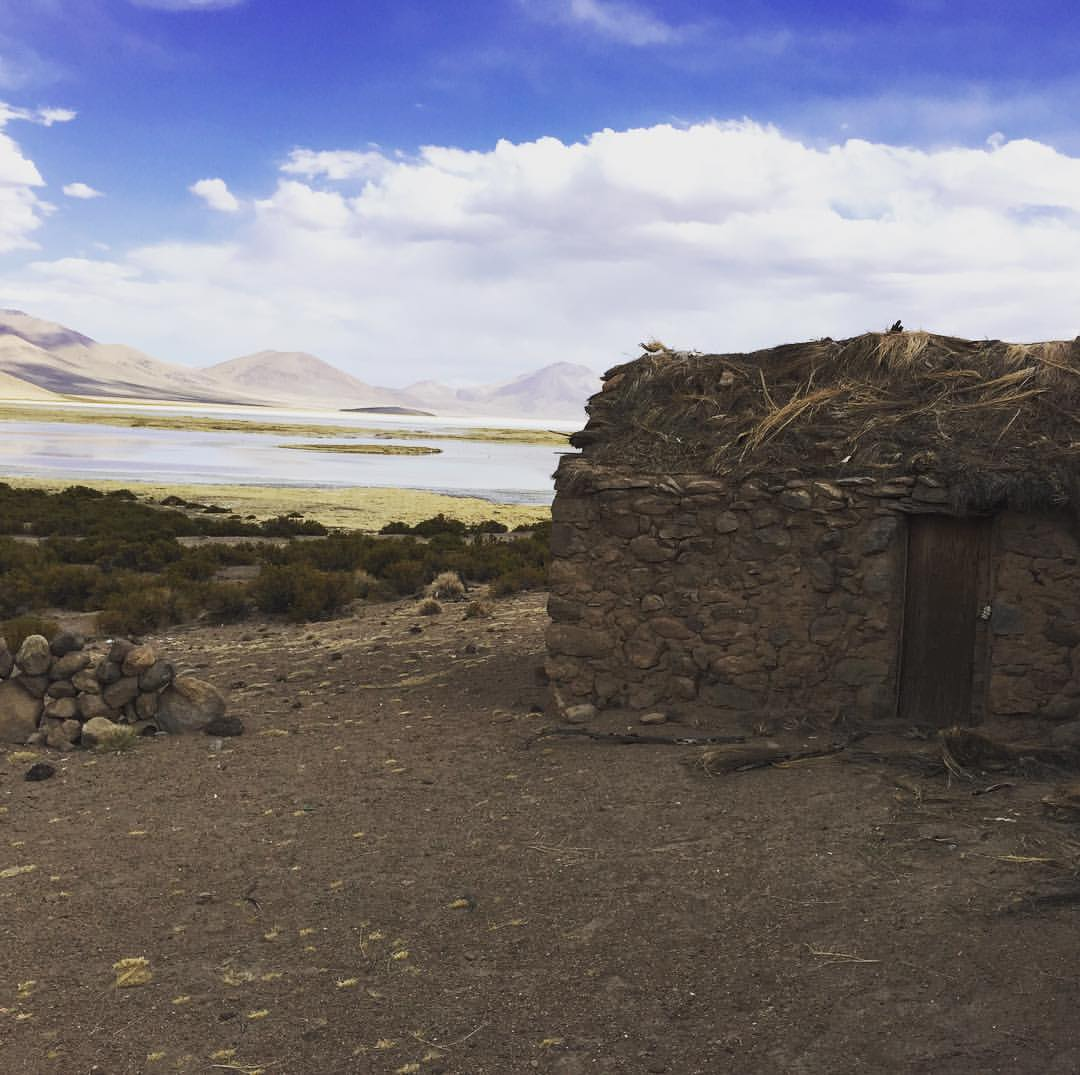
Casa de adobe en el caserío de Chilcaya

En el lado chileno, el salar está ubicado en la Comuna de Putre, Provincia de Parinacota, Región de Arica y Parinacota, dentro de la Reserva Natural Las Vicuñas. Por su parte, en Bolivia se encuentra en el Municipio de Sabaya, Provincia de Sabaya, Departamento de Oruro. Además, constituye el hito fronterizo número 77 entre ambos países, establecidos en el Tratado de 1904 entre Chile y Bolivia. 
La localidad más cercana en Chile es Chilcaya. Según relatos históricos, los pastizales de Chilcaya se situaban en "la parte oriente de la laguna de Surire" y "al pie del Puquintica". En tiempos pasados, estos terrenos eran utilizados como zonas de pastoreo por "los bolivianos y los islugas".
Según el investigador Aniceto Blanco, los volcanes Puquintica y Arintica forman el conjunto montañoso llamado Payaquisa o Paaquisa,el cual constituyen el "contrafuerte norte de la hoya de Chilcaya"

### Altura
Existen discrepancias sobre la altitud del volcán Puquintica. Algunas fuentes la estiman en 5.760 m., mientras que otras la fijan en 5.850 m.

### Geología
El Puquintica forma parte de un complejo volcánico más grande incluye:
- El Volcán Arintica, ubicado 7 km al oeste
- El Cerro Calajalata, situado 3 km al suroeste
- La cúpula de lava del Calajalata, en el extremo suroeste del complejo.[2]

Desde el punto de vista geológico, el Puquintica es más antiguo que el Arintica. Ambos se habrían originado durante el Plio-Pleistoceno (hace aproximadamente 5,3 millones de años, excluyendo los últimos 11.700 años). Estudios indican que estas estructuras volcánicas han experimentado un alto grado de erosión, y dataciones realizadas en rocas enteras han arrojado edades de 0.637 ± 0.019 y 0.486 ± 0.015 Ma (SUP-026, SUP-006).

### Lago Puquintica
Entre 2005 y 2006, un equipo liderado por la astrobióloga Nathalie Cabrol ascendió a la cumbre del Volcán Puquintica. Durante la expedición, se registró la presencia de un lago de cráter a 5.750 m de altitud, con una superficie de 2,500 m².

## Minería
Existen registros de explotación de yacimientos de azufre en el Salar de Surire desde mediados del siglo XIX. Según el investigador Billinghurst, "los depósitos que contiene son abundantes y de una ley que no baja de 95% de azufre puro".

## Etnografía

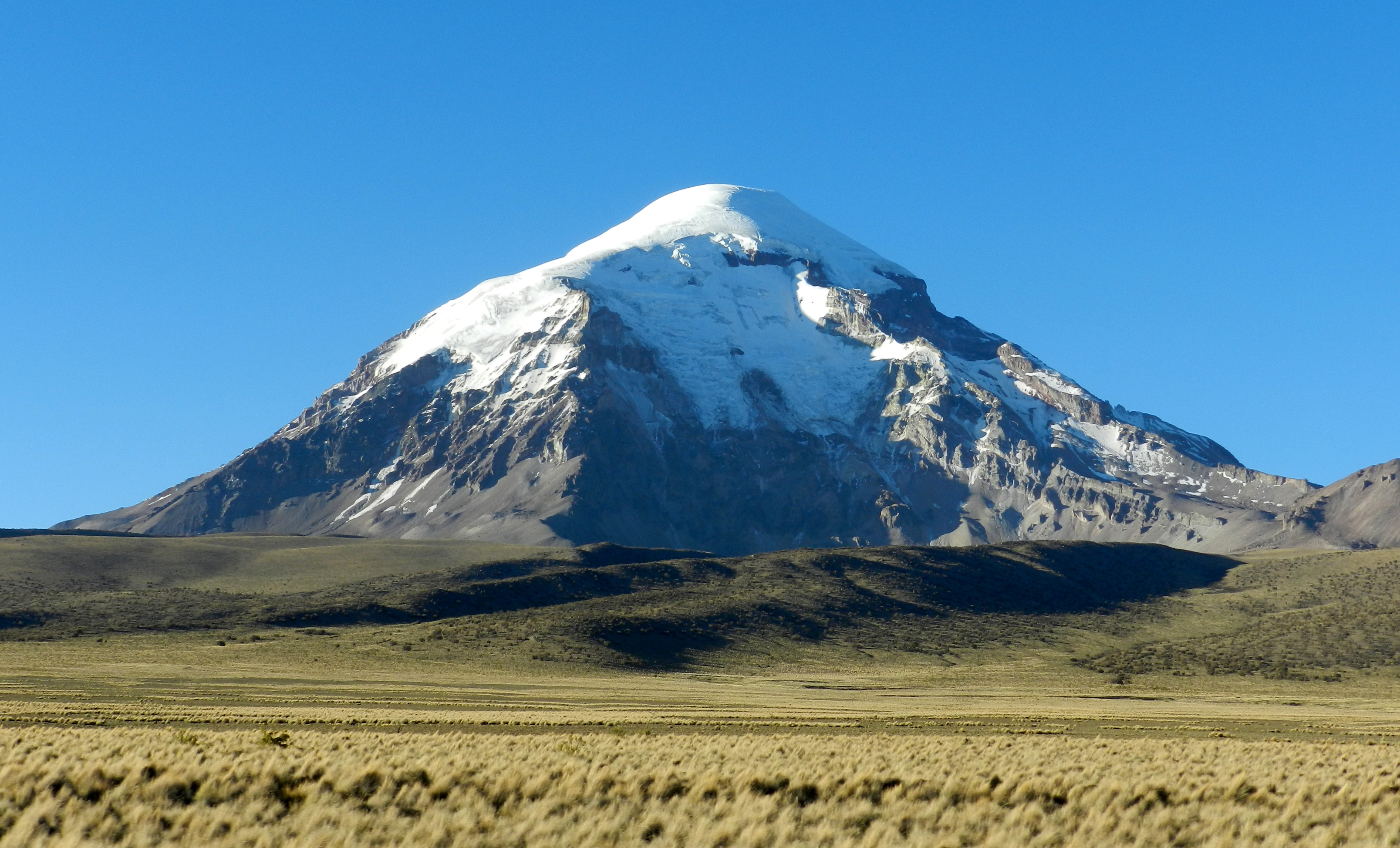
El Nevado Sajama

En la cosmovisión andina de los pueblos indígenas de la zona, los volcanes Arintica y Puquintica forman un conjunto simbólico denominado Chacha-Warmi, que representa la dualidad masculina y femenina. En este contexto, el Volcán Arintica es identificado como Tata Arintika y el Volcán Puquintica como Mama Pukintika, mientras que su "hijo", el Cerro Calajalata, se ubica al oeste de Arintica. Antiguamente, estos volcanes eran venerados mediante ritos y ceremonias, pues se le consideraban protectores de los sectores Guallatire, Paquiza, Chilcaya y Surire.
Diversas leyendas explican la morfología de los volcanes Arintica, Puquintica y Sajama. Según un relato tradicional, Arintica se enfrentó con Sajama para casarse con Puquintica, en los tiempos en que los cerros caminaban. Tras una dura batalla, Arintica venció utilizando a los tujos (pequeños roedores mineros), y por eso ambos volcanes están físicamente unidos, mientras que el tercero está mucho más lejos, fuera de Surire, y tiene la apariencia de estarse cayendo, pues está ladeado en su base y pico.
Otra leyenda narra que, tras la captura al inca Atahualpa por los conquistadores españoles, los indígenas de la zona ocultaron parte del tesoro destinado a su rescate en la cumbre del Cerro Salla. Sin embargo, otra versión sostiene que "esas riquezas fueron confiadas al secreto del Puquintica, a corta distancia del Salla, donde hasta hoy debe existir".